# 3277 Aaronson
3277 Aaronson, preliminär beteckning 1984 AF1 är en kolhaltig asteroid från den yttre regionen av asteroidbältet, ca 20 kilometer i diameter. Den upptäcktes av amerikanska astronomen Edward  L.G. Bowell på Lowells Anderson Mesa Station, nära Flagstaff, Arizona, den 8 januari 1984 och namngavs till minne av astronomen Marc Aaronson.